# Liste des évêques de Bisignano
Cette liste recense les évêques qui se sont succédé à la tête du diocèse de Bisignano. En 1818, il est uni aeque principaliter au diocèse de San Marco. En 1979, le diocèse de Bisignano est séparé de San Marco Argentano et uni aeque principaliter au diocèse de Cosenza. Les deux juridictions sont pleinement unies en 1986 donnant naissance à l'archidiocèse de Cosenza-Bisignano.

## Évêques de Bisignano
- Anteramo (mentionné en 743)
- Ulutto (mentionné en 970)
- Pascasio (mentionné en 1087)
- Rainaldo (mentionné en 1182)
- Roberto (mentionné en 1192)
- Anonyme (mentionné en 1200 et en 1203)
- P. (mentionné en 1208)
- Anonyme (mentionné en 1215 et en 1216)
- Guglielmo Ier (1220-1224)
- Pietro (1235-1238)
- Rainuccio, O.F.M (1254- ?)
- Anonyme (mentionné en 1256 et en 1258)
- Anonyme (mentionné en 1262 et en 1264)
- Ruffino (mentionné en 1269)
- Anonyme (mentionné en 1272)
- Goffredo Solima (1274-1295)
- Guglielmo Rende (1295-1315)
- Goffredo Luzzi (1316-1319)
- Nicolò de Acerno (1319-1331), nommé évêque de Nole
- Federico (1331-1339)
  - Siège interdit (1339-1347)
- Cristoforo (1347-1354)
- Giovanni de' Marignolli, O.F.M (1354-1359)
- Giovanni Savelli, O.F.M (1359-1382)
- Martino de Campo de Petra (1382- ?)
- Landolfo (? -1389)
- Giacomo (1389-1429)
- Antonio di Carolei (1429-1445)
- Nicola Piscicelli (1445-1449), nommé archevêque de Salerne
- Giovanni Frangipani (1449-1486)
- Bernardino Ferrari (1486-1498)
- Francesco Piccolomini (1498-1530)
- Fabio Arcella (1530-1537), nommé évêque de Policastro
  - Niccolò Caetani di Sermoneta (1537-1549), administrateur apostolique
- Domenico Somma (1549-1558)
  - Niccolò Caetani di Sermoneta (1558-1560), administrateur apostolique pour la seconde fois
- Sante Sacco (1560- ?)
  - Niccolò Caetani di Sermoneta (?), administrateur apostolique pour la troisième fois
- Luigi Cavalcanti (1563-1564)
- Martino Terracina (1564-1566)
- Filippo Spinola (1566-1569), nommé évêque de Nole
- Prospero Vitaliani (1569-1575)
- Giovanni Andrea Signati (1575-1575)
- Pompeo Belli (1575-1584)
- Domenico Petrucci (1584-1598)
- Bernardo del Nero, O.P (1598-1607)
- Gian Giacomo Amati (1607-1611)
- Mario Orsini (1611-1624), nommé évêque de Tivoli
- Alderano Bellatto (1624-1626)
- Giovanni Battista de Paola (1626-1658)
- Carlo Filippo Mei, B. (1658-1664)
- Paolo Piromalli, O.P (1664-1667)
- Giuseppe Maria Sebastiani, O.C.D (1667-1672), nommé évêque de Città di Castello
- Onofrio Manes (1672-1679)
- Giuseppe Consoli (1680-1706)
- Pompilio Berlingieri (1706-1721)
- Felice Sollazzo Castriotta (1721-1745)
- Bonaventura Sculco (1745-1781)
  - Siège vacant (1781-1792)
- Lorenzo Maria Varano, O.P (1792-1803)
  - Siège vacant (1803-1818)
  - Siège uni aeque principaliter au diocèse de San Marco Argentano (1818-1979)
  - Siège uni aeque principaliter au diocèse de Cosenza (1979-1986)

## Sources
- http://www.catholic-hierarchy.org